# Microlecane
Microlecane là một chi thực vật có hoa trong họ Cúc (Asteraceae).

## Loài
Chi Microlecane gồm các loài: